# Kniha lesů, vod a strání (Neumann)
Kniha lesů, vod a strání (cz. Księga lasów, wód i zboczy) – tomik wierszy czeskiego poety Stanislava Kostki Neumanna, opublikowany w 1914, wyrażający witalistyczne podejście autora do świata materialnego, zwłaszcza do przyrody.

## Treść
Tomik jest dziełem obszernym. Najbardziej znanym utworem z omawianego tomiku jest Vstupní modlitba (Modlitwa wstępna), rozpoczynająca się programowym sformułowaniem Ve jménu života i radosti i krásy. Zbiorek zawiera też utwory Prolog, Ocúny, Září, Oběť poděkovací, Dubisko padlo, Tam, kde město počíná, Na podzimním slunci, Pytláci, Se složenými vesly, Listopad mezi buky, Doma, Vločky jdou, Vysoko uprostřed lesů, Leden, Zimní noc, Prosté sloky I-II, Ojíněly lesy, Spánek únorový, Noc přípravy, Březen, U děravé skály, Jarní zvěstování, Jiné renoveau, Na skalkách, Jarní kvítí, V dubnu, Hučí plaz, Dubnové scherzo, Stesk na jaře, V den větrný, Zpěv země, Lamači, Bouře, V modřinech, Kaštan, Kukaččino volání, Poledne v seči, Strašidla v kraji, Střevlici, Dedikace, Chvála nahoty, Lípa, Autoportrét v červnu, Polemika, Improvizace, Genesis, Stezka, Píseñ světlušek, Ke chvále země I-II, Vzpomínka v den šerý, V seči, Letní apostrofa, Dub, Villegiatura, Maková kytice, Ryba, Továrna, Andante, Stesk na konci léta, Sloky nepojmenované, Křehké štěstí i Epilog.

## Forma
Utwory składające się na tomik są pisane zarówno wierszem regularnym, jak i wiersz wolny. Poeta wykorzystuje przede wszystkim proste strofy czterowersowe, choć używa też dłuższych zwrotek. Vstupní modlitba jest napisana strofą sześciowersową rymowaną abcabc, Na podzimním slunci jest ułożony sekstyną ababcc, zaś Noc přípravy strofą ośmiowersową ababcdcd.